# Tuscania Calcio 1947-1948
Questa voce raccoglie le informazioni riguardanti il Tuscania Calcio nelle competizioni ufficiali della stagione 1947-1948.

## Rosa
| N. |                   | Ruolo | Calciatore       |
| -- | ----------------- | ----- | ---------------- |
|    | Italia (bandiera) | P     | Otello Ricci     |
|    | Italia (bandiera) |       | Renato Tilli     |
|    | Italia (bandiera) |       | Tosi             |
|    | Italia (bandiera) |       | Nazareno Boncori |
|    | Italia (bandiera) |       | Settimio Funari  |
|    | Italia (bandiera) |       | Armando Trillò   |
|    | Italia (bandiera) |       | Sante Bambini    |
|    | Italia (bandiera) |       | Rocchi           |
|    | Italia (bandiera) |       | Nando Iacopini   |

| N. |                   | Ruolo | Calciatore        |
| -- | ----------------- | ----- | ----------------- |
|    | Italia (bandiera) |       | Oscar Petricca    |
|    | Italia (bandiera) |       | Franco Sili       |
|    | Italia (bandiera) |       | Mattei            |
|    | Italia (bandiera) |       | Aldo Melchiorri   |
|    | Italia (bandiera) | A     | Austero Santi     |
|    | Italia (bandiera) |       | Mario Ippoliti    |
|    | Italia (bandiera) |       | Mario Altieri     |
|    | Italia (bandiera) | A     | Renato Fioravanti |